# Villa del Rey (kommunhuvudort)
Villa del Rey är en kommunhuvudort i Spanien.   Den ligger i provinsen Provincia de Cáceres och regionen Extremadura, i den västra delen av landet, 280 km väster om huvudstaden Madrid. Villa del Rey ligger 340 meter över havet och antalet invånare är 139.
Terrängen runt Villa del Rey är platt. Runt Villa del Rey är det mycket glesbefolkat, med 5 invånare per kvadratkilometer. Närmaste större samhälle är Brozas, 6,4 km sydost om Villa del Rey. Omgivningarna runt Villa del Rey är huvudsakligen savann.